# فرمان نهایی سنا
فرمان نهایی سنا (به لاتین: Senatus consultum ultimum) که با عنوان فرمان سنا در باب دفاع از جمهوری (Senatus consultum de re publica defendenda) نیز شناخته می‌شود، اصطلاحی است که برای توصیف یک فرمان سنا که به عنوان آخرین راه‌حل در موارد اضطراری صادر می‌شد، به کار می‌رود و مشخصهٔ سال‌های پایانی جمهوری روم بود. این اصطلاح اشاره دارد به یک رأی یا حکم سنا که از زمان برادران گراکوس، جناح آریستوکراتِ جمهوری با توسل به این نوع فرامین قوانین روم را اصلاح و ویرایش می‌کرد، و با گفتن جملهٔ «کنسول‌ها کارها[ی لازم] را انجام دهند تا هیچگونه تهدیدی متوجه جمهوری نشود» وضعیت اضطراری اعلام می‌کرد.

## تاریخچه

### ایجاد
در واکنش به از کار افتادنِ منصب دیکتاتور (روم)، سناتورهای محافظه‌کار نیاز داشتند که قدرت اضطراری دیگری (به جز دیکتاتوری) ایجاد کنند که از قدرت مردمیِ وتوی تریبونها بالاتر باشد زیرا پوپولارها تحت هدایت تیبریوس گراکوس قدرت و اتوریتهٔ سنا را به چالش کشانده بودند و برنامه اصلاحات ارضی را به منصه اجرا گذاشته‌بودند. از آن‌رو که گراکوس یک تریبون مردم بود، سنا نیاز به قدرتی اضطراری داشت تا جلوی او و اصلاحات چپ‌گرایانه‌اش را بگیرد، چرا که گراکوس می‌توانست در اجرای اصلاحات و برنامه‌های خود مستقیماً به توده‌ها متوسل شود و از مصونیت تریبونی هم برخوردار بود.

### موارد
در ۱۲۱ میلادی علیه گایوس گراکوس (برادر جوانتر گایوس) مورد استفاده قرار گرفت. برای بار دوم علیه ساتورنینوس صادر شد و در زمان رژه رفتن لپیدوس در روم در سال ۷۷ ق. م، توطئهٔ کاتیلینا در ۶۳ ق. م، گذر از روبیکن توسط ژولیوس سزار در ۴۹ ق. م، و در نهایت برای نامشروع کردن محاصرهٔ پروجا در سال ۴۰ ق. م نیز از این فرمان نهایی سنا استفاده شد.
امّا با فرارسیدن پرینکیپاته (امپراتوری روم)، سنا دیگر نه انگیزه و نه توانایی لازم برای صدور چنین فرامینی را نداشت.

## پیامدهای قانونی سناتوس کنسولتوم
انتقاد اصلی‌ایی که متوجه توسل به این فرمان بود، همانا سادگی آن بود: این فرمان هیچگونه حد و مرزی برای اقتدار کنسول‌ها نمی‌شناخت و همین سبب می‌شد که کنسول‌ها بتوانند شهروندان را از ضمانت‌ها و مصونیت‌های حقوقی‌شان محروم کنند. در حالت عادی، تنها مجمع چنتوراتا بود که می‌توانست یک شهروند را در داخلهٔ شهر روم محکوم کند.
لوکیوس کورنلیوس سولا برای تبعید گایوس ماریوس و دور کردن حامیانش از او، از این فرمان سود جُست؛ و همین‌طور نیز سیسرون برای درهم‌شکستن توطئهٔ کاتیلینا: مورد اخیر، اولین موردی بود که قدرت کنسول‌ها را به قدرت یک دیکتاتور پیوند می‌زد و برای آنان اقتدار لازم جهت اجرای فوری احکام قضائی را فراهم می‌کرد. در حقیقت، در سال ۶۳ ق. م که این توطئه رخ داد، سیسرون (کنسولِ آن سال) به لطف اقتداری که این سناتوس کنسولتوم به وی اعطا کرده بود، توانست پنج تن از مردانی که مظنون به شرکت در توطئه کاتیلینا بودند را با رویه‌های دادرسی فرا-قضائی اعدام کند؛ از میان این مردان پوبلیوس کورنلیوس لنتولوس سورا نیز حضور داشت که در سال ۷۱ ق. م به کنسولی رسیده بود. سیسرون در برابر سنا استدلال کرد که با توجه اهمیت فوق‌العادهٔ این بحران، یک «سناتوس کنسولتوم» می‌تواند به وی قدرت کافی برای برخورد با این بحران را بدهد. در مقابل، ژولیوس سزار جوان و بعضی دیگر طی نطقی استدلال کردند که سناتوس کنسولتوم نمی‌تواند قوانین بنیادی دولت جمهوری را دور بزند، و اساساً فلسفه وجودی آن این است کنسول‌ها همه ابزارهای ممکن برای حل بحران را بکار ببرند، آن‌هم در چهارچوب نظام حقوقی و نه فراتر از آن.

### انتقادات
البته این فرمان سنا (سناتوس کنسولتوم) بالاتر از هر چیز خود را در تعارض با حق تظلم‌خواهی به مردم قرار می‌داد، حقی که بر مبنای قانون اساسی جمهوری روم به هر یک از شهروندان رومی اعطا شده بود. در تلاش برای ترویج حقِ تظلم‌خواهی به مردم، قانونی موسوم به «قانون کلودیا در باب اعدام یک شهروند رومی» سیسرون را در سال ۵۸ ق. م به جرم اعدام‌های خودسرانه‌ای که تحت لوای همین فرمان نهایی سنا (Senatus consultum) در سال ۶۳ ق. م انجام داده بود، به تبعید محکوم کرد.

## پانوشت‌ها
1. ↑  Caesar. Bellum Civile. ص. I, ۵.
2. ↑  Giovannini A (۲۰۱۱). Le senatus consultum ultimum. Les mensonges de Ciceron. Universita Di Pavia. ص. ۱۸۱–۱۹۶.
3. ↑  Mitchell, T. N (۱۹۷۱). Cicero and the Senatus consultum ultimum. Historia. ص. ۲۰.
4. ↑  Carlo Venturini (۲۰۰۵). For a reconsideration of the "provocatio ad populum" (about the "lex Valeria" of 300 BC) in Rivista storico dell'antichità. ص. ۳۵.